# Adelphenaldis spasskensis
Adelphenaldis spasskensis är en stekelart som först beskrevs av Sergey A. Belokobylskij 2002.  Adelphenaldis spasskensis ingår i släktet Adelphenaldis och familjen bracksteklar. Inga underarter finns listade i Catalogue of Life.